# Красненська сільська рада (Кегичівський район)
Красненська сільська́ ра́да — адміністративно-територіальна одиниця та орган місцевого самоврядування в Кегичівському районі Харківської області. Адміністративний центр — селище Красне.

## Загальні відомості
- Красненська сільська рада утворена в 1932 році.
- Територія ради: 78,849 км²
- Населення ради: 1 725 осіб (станом на 2001 рік)

## Населені пункти
Сільській раді були підпорядковані населені пункти:
- с-ще Красне
- с-ще Вільне
- с. Калинівка
- с. Карабущине
- с. Краснянське

## Склад ради
Рада складалася з 16 депутатів та голови.
- Голова ради: Пензова Тетяна Володимирівна

### Керівний склад попередніх скликань
| Прізвище, ім'я, по батькові  | Основні відомості                                                         | Дата обрання | Дата звільнення |
| ---------------------------- | ------------------------------------------------------------------------- | ------------ | --------------- |
| Пензова Тетяна Володимирівна | Сільський голова, 1971 року народження, освіта вища, член Народної партії | 26.03.2006   | 31.10.2010      |
| Пензова Тетяна Володимирівна | Сільський голова, 1971 року народження, освіта вища, член Партії регіонів | 31.10.2010   | 05.11.2015      |
| Будник Віталій Олександрович | Сільський голова, 1952 року народження, освіта вища, безпартійний         | 05.11.2015   |                 |

Примітка: таблиця складена за даними сайту Верховної Ради України

### Депутати
За результатами місцевих виборів 2010 року депутатами ради стали:

#### За суб'єктами висування
| Суб'єкт висування                                       | Кількість обраних депутатів | %    |
| ------------------------------------------------------- | --------------------------- | ---- |
| Партія регіонів                                         | 10                          | 62,5 |
| Політична партія Всеукраїнське об'єднання «Батьківщина» | 5                           | 31,3 |
| Самовисування                                           | 1                           | 6,3  |

#### За округами
| № округу                                                | Прізвище, ім'я, по батькові    | Дата визнання обраним | Освіта  | Партійна приналежність                        | Відомості про обраного депутата             |
| ------------------------------------------------------- | ------------------------------ | --------------------- | ------- | --------------------------------------------- | ------------------------------------------- |
| Партія регіонів                                         |                                |                       |         |                                               |                                             |
| 1                                                       | Баран Інна Олександрівна       | 05.11.2010            | вища    | член Партії регіонів                          | Красненська амбулаторія                     |
| 2                                                       | Балабуха Зоя Олександрівна     | 05.11.2010            | середня | член Партії регіонів                          | Красненська сільська бібліотека             |
| 4                                                       | Лавренов Володимир Васильович  | 05.11.2010            | середня | член Партії регіонів                          | Красненська сільська рада                   |
| 6                                                       | Саргсян Грачик Серижаєвич      | 05.11.2010            | середня | член Партії регіонів                          | СПДФО                                       |
| 9                                                       | Шестакова Віта Володимирівна   | 05.11.2010            | вища    | член Партії регіонів                          | Красненська загальноосвітня школа І-ІІІ ст. |
| 10                                                      | Лой Раїса Василівна            | 05.11.2010            | вища    | член Партії регіонів                          | Кегичівська ЦРЛ                             |
| 11                                                      | Дуль Тетяна Василівна          | 05.11.2010            | середня | член Партії регіонів                          | Калиновський сільський клуб                 |
| 14                                                      | Шевченко Людмила Володимирівна | 05.11.2010            | середня | член Партії регіонів                          | ТОВ АФ «Сади України»                       |
| 15                                                      | Куценко Микола Володимирович   | 05.11.2010            | середня | член Партії регіонів                          | приватний підприємець                       |
| 16                                                      | Коренєва Надія Іванівна        | 05.11.2010            | середня | член Партії регіонів                          | тимчасово не працює                         |
| Політична партія Всеукраїнське об'єднання «Батьківщина» |                                |                       |         |                                               |                                             |
| 3                                                       | Іляшевич Наталія Миколаївна    | 05.11.2010            | вища    | член Всеукраїнського об'єднання «Батьківщина» | Красненська загальноосвітня школа І-ІІІ ст. |
| 5                                                       | Гуляєва Олена Віталіївна       | 05.11.2010            | вища    | член Всеукраїнського об'єднання «Батьківщина» | Красненська загальноосвітня школа І-ІІІ ст. |
| 8                                                       | Сочков Володимир Михайлович    | 05.11.2010            | середня | член Всеукраїнського об'єднання «Батьківщина» | ТОВ АФ «Сади Україна»                       |
| 12                                                      | Бажан Володимир Дмитрович      | 05.11.2010            | середня | член Всеукраїнського об'єднання «Батьківщина» | тимчасово не працює                         |
| 13                                                      | Барута Ольга Михайлівна        | 05.11.2010            | середня | член Всеукраїнського об'єднання «Батьківщина» | тимчасово не працює                         |
| Самовисування                                           |                                |                       |         |                                               |                                             |
| 7                                                       | Лозан Олександр Філімонович    | 09.01.2011            | середня | член Всеукраїнського об'єднання «Батьківщина» | Техносервіс, пічник                         |